# Chicken and waffles
El chicken and waffles es un plato estadounidense que combina pollo frito y gofres, es un plato común y que es parte de diferentes tradiciones culinarias del sur de Estados Unidos, característico de las gastronomías germano-pensilvana y del soul food, gastronomía característica de comunidades afroestadounidenses. El nombre del plato, proveniente del inglés, se traduce al español como «Pollo y gofres».
El plato, consiste principalmente de una ración de pollo frito y varias piezas de gofres. Suele se acompañado de cualquier tipo de jarabe (comúnmente jarabe de arce), y de mantequilla; en otros casos también se suele acompañar de crema batida e incluso trozos de fruta. El plato se suele considerar como una combinación extraña a primera vista, ya que combina el sabor umami del pollo frito con el sabor dulce que usualmente está presente en los gofres.
Una variante del plato, también común del sur estadounidense o de regiones del país con alta influencia afroamericana, reemplaza el pollo frito con pulled pork (traducido como ‘cerdo deshebrado’), acompañado con los gofres y la salsa del pulled pork, usualmente siendo una salsa picante y agridulce, como es la salsa barbacoa.

## Historia
Los orígenes exactos del plato son desconocidos, existiendo varias versiones sobre los mismos:

Por raro que pueda parecer, el maridaje de pollo y gofres tiene en realidad raíces profundas. Thomas Jefferson trajo una plancha de gofres desde Francia en la década de 1790 y la combinación empezó a aparecer en libros de cocina poco después. El emparejamiento fue adoptado entusiastamente por afroamericanos en el Sur. Para un pueblo cuya cocina estaba basada casi completamente en las sobras dejadas por terratenientes y familias propietarias de plantaciones, el pollo era una delicia inusual; en una cultura de crepes y panqueques, los gofres eran igualmente exóticos. El chicken and waffles ha sido durante décadas una comida para ocasiones especiales en las familias afroamericanas, proporcionando a menudo un desayuno dominical fuerte antes de un largo día en la iglesia.

Algunos historiadores creen que el plato se remonta a finales del siglo XIX, cuando los afroamericanos del sur de Estados Unidos, recientemente liberados de su esclavitud, empezaron a emigrar a los estados del norte. Según John T. Edge: «Mi teoría es que procede de la época en la que alguien salía por la mañana, retorcía el pescuezo de un pollo y lo freía para desayunar. Preparar un pan de desayuno con cualquier carne que se tuviera a mano, por así decirlo, procede de la tradición rural».

## Popularidad
La popularidad del chicken and waffles tiene mucho que ver con el éxito de la cadena de restaurantes Roscoe's, que introdujo el plato en el menú cotidiano. A esto ayudó el apoyo de muchos famosos al restaurante de Roscoe: Herb Hudson conocía a gente que trabajaba en la Motown y en televisión, como Natalie Cole.